# Piłka nożna na Letnich Igrzyskach Olimpijskich 2004
Turniej olimpijski piłki nożnej na Letnich Igrzyskach Olimpijskich 2004 rozpoczął się 11 sierpnia (dwa dni przed ceremonią otwarcia), a zakończył się 28 sierpnia.

W turnieju olimpijskim mężczyzn grali zawodnicy U-23 (poniżej 23. roku życia).

Turniej wygrała Argentyna. Jej trenerem był Marcelo Bielsa. Złote Buty wygrał również gracz z Argentyny Carlos Tévez.

## Stadiony
|                           | Stádio Geórgios Karaïskákis | Ethnikó Kaftanzógleio Stádio | AmarusionPireusSalonikiHeraklionPatrasWolos |
| Olympiakó Stádio          | Stádio Geórgios Karaïskákis | Ethnikó Kaftanzógleio Stádio | AmarusionPireusSalonikiHeraklionPatrasWolos |
| Amarusion (Wielkie Ateny) | Pireus (Wielkie Ateny)      | Saloniki                     | AmarusionPireusSalonikiHeraklionPatrasWolos |
| Pojemność: 71 030         | Pojemność: 33 334           | Pojemność: 27 770            | AmarusionPireusSalonikiHeraklionPatrasWolos |
| Pankrítio Stádio          | Pampeloponnisiakó Stádio    | Panthessalikó Stádio         | AmarusionPireusSalonikiHeraklionPatrasWolos |
| Pankrítio Stádio          | Pampeloponnisiakó Stádio    | Panthessalikó Stádio         | AmarusionPireusSalonikiHeraklionPatrasWolos |
| Heraklion                 | Patras                      | Wolos                        | AmarusionPireusSalonikiHeraklionPatrasWolos |
| Pojemność: 26 240         | Pojemność: 23 558           | Pojemność: 22 700            | AmarusionPireusSalonikiHeraklionPatrasWolos |

## Wyniki turnieju olimpijskiegopiłki nożnejmężczyzn
| Złoto: | Srebro: | Brąz: |
| Argentyna Germán Lux Willy Caballero Roberto Ayala Fabricio Coloccini Gabriel Heinze Clemente Rodríguez Leandro Fernández Javier Mascherano Kily González Andrés D’Alessandro Lucho González Nicolás Medina César Delgado Carlos Tévez Mauro Rosales Javier Saviola Mariano González Luciano Figueroa Trener: Marcelo Bielsa | Paragwaj Rodrigo Romero Emilio Martínez Julio Manzur Carlos Gamarra José Devaca Celso Esquivel Pablo Gimenez Edgar Barreto Fredy Bareiro Diego Figueredo Aureliano Torres Pedro Benítez Julio César Enciso Julio González Ernesto Cristaldo Osvaldo Díaz José Cardozo Diego Barreto Trener: Carlos Jara Saguier | Włochy Ivan Pelizzoli Marco Amelia Emiliano Moretti Matteo Ferrari Andrea Barzagli Cesare Bovo Giorgio Chiellini Daniele Bonera Giampiero Pinzi Angelo Palombo Andrea Pirlo Daniele De Rossi Marco Donadel Alberto Gilardino Simone Del Nero Giuseppe Sculli Andrea Gasbarroni Giandomenico Mesto Trener: Claudio Gentile |

Uwaga: Drużyny, które zapewniły sobie udział w dalszej części turnieju zostały wyróżnione czcionką pogrubioną, natomiast reprezentacje, które nie awansowały – kursywą.

## Wyniki turnieju olimpijskiegopiłki nożnejkobiet
| Złoto: | Srebro: | Brąz: |
| Stany Zjednoczone · Briana Scurry · Heather Mitts · Christie Rampone · Cat Reddick · Lindsay Tarpley · Brandi Chastain · Shannon Boxx · Angela Hucles · Mia Hamm · Aly Wagner · Julie Foudy · Cindy Parlow · Kristine Lilly · Joy Fawcett · Kate Markgraf · Abby Wambach · Heather O’Reilly · Kristin Luckenbill | Brazylia · Andreia · Maravilha · Mônica · Tânia · Juliana Cabral · Daniela · Rosana · Renata Costa · Aline · Formiga · Elaine · Maycon · Pretinha · Marta · Cristiane · Roseli · Dayane · Grazielle | Niemcy · Silke Rottenberg · Kerstin Stegeman · Kerstin Garefrekes · Steffi Jones · Sarah Guenther · Viola Odebrecht · Pia Wunderlich · Petra Wimbersky · Birgit Prinz · Renate Lingor · Martina Müller · Navina Omilade · Sandra Minnert · Isabell Bachor · Sonja Fuss · Conny Pohlers · Ariane Hingst · Nadine Angerer |

Uwaga: Drużyny, które zapewniły sobie udział w dalszej części turnieju zostały wyróżnione czcionką pogrubioną, natomiast reprezentacje, które już straciły szanse na awans – kursywą.

## Najlepsi strzelcy

### Turniej mężczyzn
8 bramek
- Carlos Tévez ( Argentyna)

5 bramek
- José Cardozo ( Paragwaj)

4 bramki
- Fredy Bareiro ( Paragwaj)
- Alberto Gilardino ( Włochy)
- Tenema Ndiaye ( Mali)

### Turniej kobiet
5 bramek
- Birgit Prinz ( Niemcy)
- Cristiane ( Brazylia)

4 bramki
- Abby Wambach ( Stany Zjednoczone)

3 bramki
- Pretinha ( Brazylia)
- Kristine Lilly ( Stany Zjednoczone)